# Matwei Konstantinowitsch Muranow

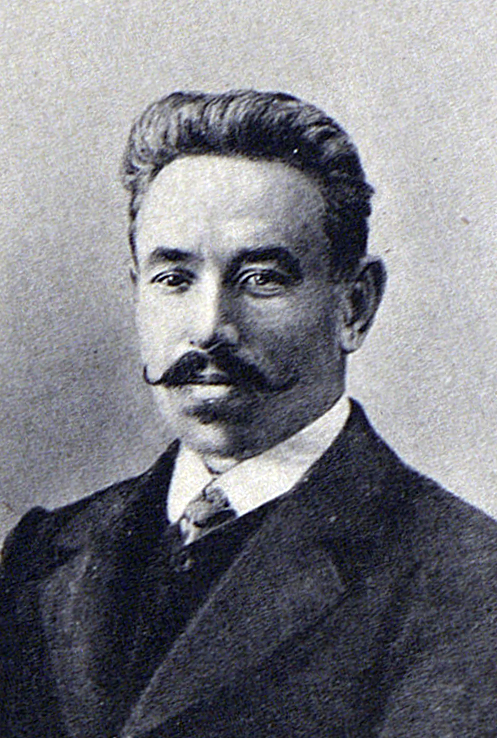
Matwei Konstantinowitsch Muranow (1912)

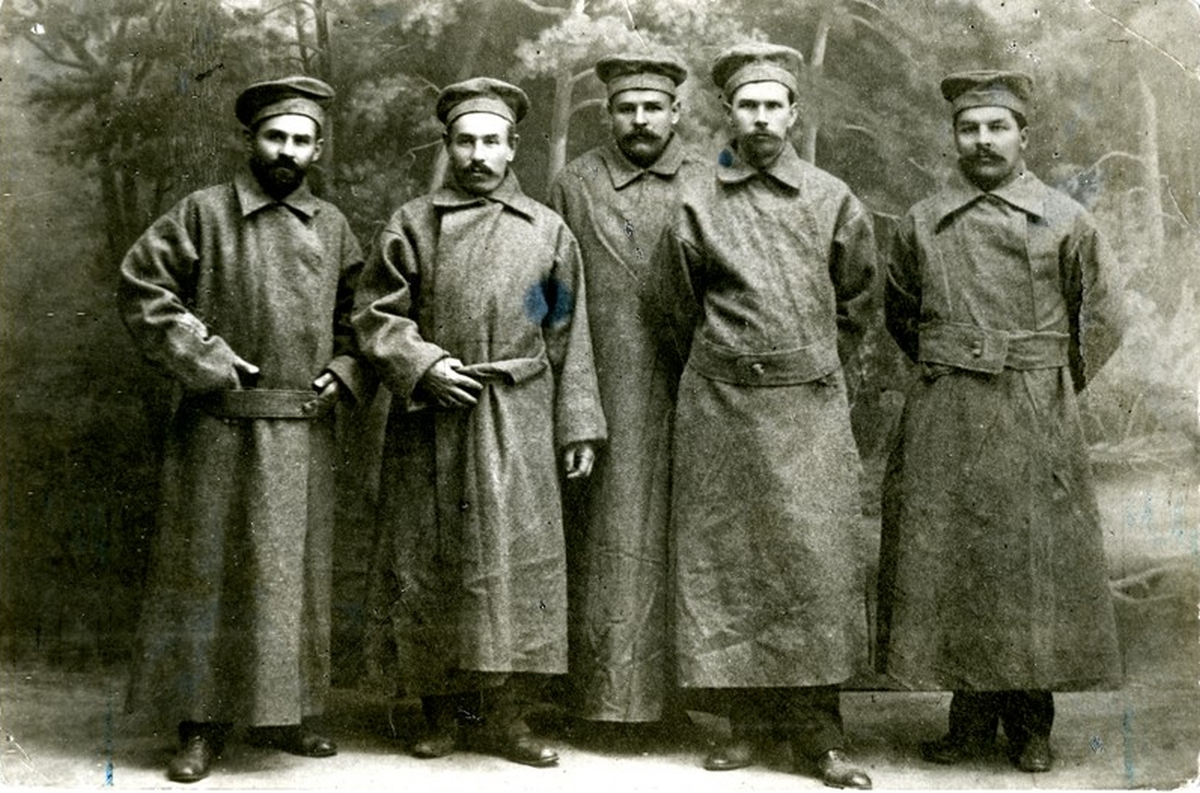
Muranow (2.v.l.) mit Grigori Iwanowitsch Petrowski (1.v.l.) und anderen inhaftierten bolschewistischen Deputierten der Vierten Staatsduma (1915).

Matwei Konstantinowitsch Muranow (russisch Матвей Константинович Муранов; * 29. Novemberjul. / 11. Dezember 1873greg. in Rybzy, Gouvernement Poltawa, Russisches Kaiserreich; † 9. Dezember 1959 in Moskau) war ein sowjetischer Politiker der Kommunistischen Allunions-Partei (Bolschewiki) (WKP (B)), der unter anderem zwischen 1917 und 1919 Mitglied des Sekretariats des Zentralkomitees (ZK) der SDAPR (B) war.

## Leben
Matwei Konstantinowitsch Muranow, der aus einer Bauernfamilie stammte, arbeitete seit 1900 in Charkow und trat 1904 der damaligen Sozialdemokratischen Arbeiterpartei Russlands (SDAPR) als Mitglied bei. 1907 wurde er Mitglied des Parteikomitees der SDAPR in einem der Stadtbezirke von Charkow sowie 1912 Mitglied des Parteikomitees der Stadt. Er wurde Deputierter der Vierten Staatsduma, die sich am 15. November 1912 konstituierte und seit dem Beginn des Ersten Weltkrieges 1914 ihre Sitzungen zeitweilig aussetzte. Im November 1914 wurde er verhaftet und 1915 nach Turuchansk im Gouvernement Jenisseisk in Sibirien verbannt und nach der Februarrevolution am 6. März 1917 begnadigt. Auf dem VI. Parteitag der SDAPR (B) (26. Juli bis 3. August 1917) der nunmehrigen Sozialdemokratische Arbeiterpartei Russlands (Bolschewiki) (SDAPR (B)), die 1912 aus der SDAPR hervorgegangen war, wurde er erstmals Mitglied des Zentralkomitees (ZK) und gehörte diesem bis zum 6. März 1918 an. Er wurde am 5. August 1917 Mitglied der sogenannten „engen Zusammensetzung“ des ZK und gehörte bis 1919 als Mitglied dem Sekretariat des Zentralkomitees (ZK) der SDAPR (B) an. Des Weiteren war er zwischen November und Dezember 1917 Mitarbeiter des Volkskommissars für Innere Angelegenheiten der Russischen Sowjetrepublik sowie von 1918 bis 1923 Instrukteur des ZK der Kommunistischen Partei Russlands (Bolschewiki) (KPR (B)), die 1918 aus der SDAPR (B) hervorging.
Muranow wurde auf dem VIII. Parteitag der RKP (B) (18. bis 23. Februar 1919) wiederum zum Mitglied des ZK gewählt und gehörte diesem nunmehr bis zum 29. März 1920 an. Zugleich war er zwischen dem 23. März 1919 und dem 29. März 1920 Kandidat des Oragnisationsbüros (Orgbüro) des ZK. Auf dem IX. Parteitag der RKP (B) (29. März bis 5. April 1920) wurde er nur noch Kandidat des ZK und behielt diese Funktion bis zum 8. März 1921. Daneben gehörte er zwischen dem 25. September 1929 und dem 8. März 1921 der Parteikontrollkommission als Mitglied an. Daraufhin war er nach seiner Wahl auf dem XI. Parteitag der RKP (B) (27. März bis 2. April 1922) bis zum 17. April 1923 Kandidat der Zentralen Kontrollkommission sowie nach seiner Wahl auf dem XII. Parteitag der RKP (B) (17. bis 21. April 1923) zwischen dem 25. April 1923 und dem 26. Januar 1934 Mitglied der Zentralen Kontrollkommission der RKP (B), aus der 1925 die Kommunistische Allunions-Partei (Bolschewiki) (WKP(B)) hervorging. Zudem wurde er 1923 Mitglied des Obersten Gerichtshofes der UdSSR und gehörte diesem ebenfalls bis 1934 an. Zuletzt wurde er 1934 Mitarbeiter des Allrussischen Zentralen Exekutivkomitees, das von 1917 bis 1937 die oberste gesetzgebende, anordnende und kontrollierende Behörde der Staatsmacht in der Russischen Sozialistischen Föderativen Sowjetrepublik (RSFSR) war. 1939 trat er in den Ruhestand. Am 28. November 1953 wurde ihm zwei Mal der Leninorden verliehen, und zwar zum einen aufgrund seines achtzigsten Geburtstages sowie zum anderen wegen seiner Dienste für die Kommunistische Partei.

## Hintergrundliteratur
- K. Drosdowa: М. Муранов, 1959